# Maru-JanR
『Maru-JanR』（マルジャンアール）はかつてシグナルトーク (ゲーム会社)と大洋化学によって共同制作されたオンライン麻雀卓である。現在は生産中止。
2020年12月11日に『Maru-JanR』導入店舗の『Mahjong+ 渋谷店』（マージャンプラス）がオープン。2021年11月6日に『Mahjong+ 渋谷店』（マージャンプラス）閉店
。同時にMaru-JanRもサービスを停止、販売中止となった。

## Maru-JanRのシステム
従来の全自動麻雀卓とは異なり、操作パネルが枠に組み込まれている。
プレイヤーは専用の会員カードを認証させてゲームに参加する。
点棒を出す局面（リーチ時、和了時など）で、操作パネルを入力して点数の移動が行われる。
オンラインで120項目以上の豊富な対局データが記録される。
対局データは専用の会員ページから確認できる。
店内専用通貨の「ポイント」と「ゴールド」を使用する。
「ポイント」はゲーム代に使用。
「ゴールド」は精算に使用。
換金不可。
現金は使用せず、キャッシュレス決済のみ。

## 操作パネルの機能

### フリー（四人打）
全員が卓に会員カードを認証させるとゲーム開始となる。

#### 基本操作
「リーチ」、「ツモ」、「ロン」（各家のロンボタンから選択）

#### 点数入力
点数入力画面は翻(ハン)数ごと、符ごとに点数が明記されているため、点棒の受け渡しミスが起きない。
また、同画面でチップの入力も行うことができる。

#### 流局
流局時の「テンパイ」、「ノーテン」の選択や途中流局の「九種九牌」や「四風連打」などの選択ができる。

#### 点差
点差ボタンを長押しすると、各家との点差やチップの枚数を表示することができる。

#### ラス半登録
多くの麻雀店のように店員に声をかけなくとも、東場に限り、操作パネル上の「ラス半」ボタンを押すと、店員が把握できる仕組みになっている。

#### 前局の訂正
前局のみ結果の修正を行うことができる。

#### 退席
途中退席をすることができる。
ゲーム代、精算は退席する人が、チップは着席する人が負担する。

#### 履歴
各局の点数移動など履歴を見ることができる。

### テストプレイモード
初来店時の操作説明用モード
フリー（四人打）と同様の操作が可能。
卓への会員カード認証を行わないため成績などは記録されない。

## 会員ページの機能
プレイデータ
１位数や和了数など120項目以上の成績を見ることができる。
グラフデータ
プレイデータをグラフ化し、月ごとの推移を見ることができる。
ランキング
成績項目ごとのランキングを見ることができる。
対局履歴
和了者、点数推移、獲得ゴールド数など対局履歴を見ることができる。
イベント成績
開催中や終了したイベントの成績を確認できる。
トロフィー
対局時の成績や、イベント成績により獲得するトロフィーを確認できる。
ポイントチャージ
ゲーム参加に必要なポイントとゴールドの購入ができる。
ご案内状況
待ち人数、稼働中の卓状況など、交代可能な人数を確認できる。
また来店予定の登録ができる。

## イベント

### デイリーカップ
Maru-JanRで成績の管理がされている項目の中から毎日ランダムに選択されてその成績を競うデイリーイベント。

### BIGⅡ
期間内の半荘成績で上位2半荘の得点合計を競う週間イベント。

### マンスリーカップ
Maru-JanRで成績の管理がされている項目の中から毎月ランダムに選択されてその成績を競うマンスリーイベント。

### ゴールドチャンピオンシップ
獲得したゴールドの合計数を競う月間イベント。

### 雀豪戦
期間中の着順に応じて獲得した得点の合計を競う月間イベント。